# 拉克雷斯塔 (加利福尼亞州河濱縣)
拉克雷斯特（英語：La Cresta）是位於美國加利福尼亞州河濱縣的一個非建制地區。該地的面積和人口皆未知。

## 地理
拉克雷斯特的座標為33°33′45″N 117°18′56″W / 33.56250°N 117.31556°W，而該地的平均海拔高度為657米（即2155英尺）。